# No Sleep ’til Hammersmith
A No Sleep ’til Hammersmith album a brit Motörhead zenekar 1981-ben kiadott, élő felvételeket tartalmazó nagylemeze. Megjelenésekor a brit lemezeladási lista élére került és ezzel a Motörhead mai napig legsikeresebb albuma.

## Története
Az 1981. márciusi Európa-turné zárásaként egy rövid angliai koncertsorozaton lépett fel a Motörhead. A The Short, Sharp Pain In The Neck elnevezésű turné fellépéseit rögzítették és később ebből a hanganyagból állították össze a No Sleep ’til Hammersmith albumot, amely gyakorlatilag egy energikus, élő greatest hits válogatás.
Eredetileg dupla albumnak szántuk, de nem volt elég anyagunk hozzá. Három oldalnyi összejött, de az nagy szélhámosság lett volna. Egyébként egyik felvétel sem a Hammersmithben készült…
A lemez címe (magyarul Nincs alvás a Hammersmith-ig) még az előző évi Ace Up Your Sleeve elnevezésű, igencsak intenzív Motörhead-turnéra utal, amelynek zárásaként négy egymást követő este léptek fel Londonban a Hammersmith Odeon színpadán.
A koncertalbum megjelenésekor már az USA-ban turnéztak Ozzy Osbourne előzenekaraként, itt értesültek arról, hogy a lemez az eladási lista csúcsára ugrott Nagy-Britanniában.
A No Sleep ’til Hammersmith szerepel az 1001 lemez, amit hallanod kell, mielőtt meghalsz című könyvben.

## Újrakiadások
- 1996-ban a Castle Communications (CMC/Sanctuary) a kislemez B-oldalas élő "Over the Top" dallal és további két koncertfelvétellel megbónuszolva CD változatban adta ki újra az No Sleep ’til Hammersmith albumot. A bónusz dalok között, az eredeti kiadáson is szereplő "Capricorn" egy másik élő felvétele hallható.
- 2001-ben egy kétlemezes változat jelent meg a Metal-Is kiadónál. Az első korongon az eredeti album digitálisan feljavított változata szerepel, megtoldva az 1981-es eredeti kiadásról lemaradt felvételekkel. A második CD az 1981-es turné egyéb állomásain készült élő felvételeket tartalmazza.

## Az album dalai

### Eredeti kiadás
| 1. | Ace of Spades           | Ian Kilmister, Eddie Clarke, Phil Taylor | 3:01 |
| 2. | Stay Clean              | Kilmister, Clarke, Taylor                | 2:50 |
| 3. | Metropolis              | Kilmister, Clarke, Taylor                | 3:31 |
| 4. | The Hammer              | Kilmister, Clarke, Taylor                | 3:05 |
| 5. | Iron Horse/Born to Lose | Taylor, Mick Brown, Guy "Tramp" Lawrence | 3:58 |
| 6. | No Class                | Kilmister, Clarke, Taylor                | 2:34 |

| 7.  | Overkill               | Kilmister, Clarke, Taylor | 5:13 |
| 8.  | (We Are) the Road Crew | Kilmister, Clarke, Taylor | 3:31 |
| 9.  | Capricorn              | Kilmister, Clarke, Taylor | 4:40 |
| 10. | Bomber                 | Kilmister, Clarke, Taylor | 3:24 |
| 11. | Motorhead              | Kilmister                 | 4:47 |

### Bónusz felvételek az 1996-os újrakiadáson
|     | Cím                  | Szerző(k)                            | Hossz |
| --- | -------------------- | ------------------------------------ | ----- |
| 12. | Over the Top         | Kilmister, Clarke, Taylor            | 3:04  |
| 13. | Capricorn            | Kilmister, Clarke, Taylor            | 4:54  |
| 14. | Train Kept A-Rollin' | Tiny Bradshaw, Howard Kay, Lois Mann | 2:44  |

### Complete Edition (2001)
| Első CD 1. Ace of Spades – 3:01 2. Stay Clean – 2:50 3. Metropolis – 3:31 4. The Hammer – 3:05 5. Iron Horse/Born to Lose – 3:58 6. No Class – 2:34 7. Overkill – 5:13 8. (We Are) the Road Crew – 3:31 9. Capricorn – 4:40 10. Bomber – 3:24 11. Motorhead – 4:47 12. Over The Top – 3:04 13. Shoot You in the Back – 2:43 14. Jailbait – 3:34 15. Leaving Here – 2:48 16. Fire, Fire – 2:55 17. Too Late, Too Late – 3:04 18. Bite the Bullet/The Chase is Better than the Catch – 6:38 | Második CD (alternatív felvételek) 1. Ace of Spades – 2:47 2. Stay Clean – 2:54 3. Metropolis – 3:46 4. The Hammer – 3:01 5. Capricorn – 5:00 6. No Class – 2:44 7. (We Are) the Road Crew – 3:31 8. Bite the Bullet/The Chase is Better than the Catch – 6:07 9. Overkill – 4:53 10. Bomber – 3:26 11. Motorhead – 5:31 |

## Közreműködők
- Ian 'Lemmy' Kilmister – basszusgitár, ének
- 'Fast' Eddie Clark – gitár, ének
- Phil 'Philthy Animal' Taylor – dobok